# ТЕС Преторія-Захід
ТЕС Преторія-Захід — теплова електростанція на північному сході Південно-Африканської Республіки в Преторії (муніципалітет Цване).
Цю розраховану на використання вугілля конденсаційну станцію спорудили в Преторії в 1952 році. Вона складалась із шести парових турбін потужністю по 30 МВт.
Станом на 2010-ті роки через знос обладнання станція діяла з фактичною потужністю значно меншою від проектної. Обстеження показувало численні течі на трубопроводах, витік масла з трансформаторів, а в 2011 році навіть довелось призупинити роботу ТЕС на період до відновлення установки з підготовки необхідної для котлів води. Крім того, закупівля з метою економії дешевшого вугілля з нижчою теплотворною здатністю (24 МДж/кг проти проектних 28 МДж/кг) призводило до збільшення кількості золи, з утилізацією якої і так були проблеми через недостатній розмір сховища. Нарешті, проблеми із залізничними перевезеннями потягли за собою переважне транспортування палива автотранспортом, що здорожчувало його та збільшувало навантаження на дорожню мережу.
У 2015 році місто Цване оголосило про бажання залучити інвесторів для реновації своїх двох станцій — Преторія-Захід та ТЕС Rooiwal.
Також варто відзначити, що на майданчику ТЕС певний час діяла газова турбіна потужністю 24 МВт, яка наразі вже закрита та демонтована.